# Hellamalthonica irini
Espèce
Hellamalthonica irini est une espèce d'araignées aranéomorphes de la famille des Agelenidae.

## Distribution
Cette espèce est endémique de Crète en Grèce. Elle se rencontre dans l'ouest de l'île, vers Agía Iríni et Aligí (el).

## Description
Les mâles mesurent de 2,8 à 3,6 mm et les femelles de 3,3 à 3,4 mm.

## Systématique et taxinomie
Cette espèce a été décrite par Bosmans en 2023.

## Étymologie
Son nom d'espèce lui a été donné en référence au lieu de sa découverte, Agía Iríni.

## Publication originale
- Bosmans, 2023 : « New or rare spiders from Crete (Araneae: Agelenidae, Dysderidae, Liocranidae, Salticidae), with the description of a new genus in the Agelenidae. » Journal of the Belgian Arachnological Society, vol. 38, no 1, p. 17-38.